# Louis von Roedern
Louis Graf von Roedern (* 4. Dezember 1795 in Pohlwitz; † 18. Dezember 1857 in Berlin) war ein preußischer Generalmajor und Kommandeur der 10. Infanterie-Brigade.

## Leben

### Herkunft
Louis war ein Sohn des Erbherrn von Ostrawe und Pohlwitz, Albrecht Ludwig von Roedern (1755–1814), und dessen Ehefrau Helene Charlotte, geborene von Kleist (1765–1802).

### Militärkarriere
Roedern stellte sich gemeinsam mit seinem Vater und seinen drei Brüdern beim Beginn der Befreiungskriege dem preußischen König in Breslau zur Verfügung. Aufgrund des fortgeschrittenen Alters verzichtete Friedrich Wilhelm III. auf eine Wiederverwendung des Vaters. Roedern trat daraufhin am 20. Februar 1813 als Freiwilliger Jäger in das Jägerdetachement des Regiments Garde der Preußischen Armee ein und avancierte bis Mitte Mai 1813 zum Sekondeleutnant. Er wurde in der Schlacht bei Großgörschen schwer verwundet und danach mit dem Eisernen Kreuz II. Klasse ausgezeichnet. Nach seiner Gesundung kehrte Roedern Ende Dezember 1813 zur Truppe zurück, nahm Ende März des Folgejahres an der Schlacht bei Paris teil und erhielt dafür den Orden der Heiligen Anna IV. Klasse.
Nach dem Krieg stieg Roedern bis Mitte April 1831 zum Kapitän und Kompaniechef auf. Unter Beförderung zum Major wurde er am 26. März 1841 in das Kaiser Alexander Grenadier-Regiment versetzt. Während der Märzrevolution hatte Roedern 1848 den Auftrag, beritten und begleitet von vier Bürgern, eine Proklamation von König Friedrich Wilhelm IV. an die Berliner zu verlesen. Die undankbare Aufgabe brachte ihm den Dank seines Monarchen ein, der ihn 1848/49 auch für diplomatische Aufträge verwandte. Im Jahr 1849 nahm Roedern während des Krieges in Schleswig am Gefecht bei Schleswig teil; dafür wurde ihm der Rote Adlerorden III. Klasse mit Schwertern verliehen. Am 19. November 1849 folgte seine Beförderung zum Oberstleutnant. Anlässlich des Ordensfestes erhielt Roedern im Januar 1850 den Johanniterorden. Am 17. Mai 1850 wurde er zum Kommandeur des 13. Infanterie-Regiments in Wesel ernannt. Als es 1850 im Kurfürstentum Hessen aufgrund des Verfassungskonflikts zu Unruhen kam, nahm er an der Besetzung von Kassel teil, um die althergebrachte Ordnung wiederherzustellen. Zum Dank zeichnete ihn Kurfürst Friedrich Wilhelm I. mit dem Kommandeurkreuz II. Klasse des Wilhelmsordens aus. Am 19. April 1851 wurde er Oberst und am 10. Mai 1855 Kommandeur der 10. Infanterie-Brigade in Frankfurt (Oder). Nachdem man Roedern Anfang Juli 1855 à la suite seines bisherigen Regiments gestellt hatte, wurde er am 12. Juli 1855 zum Generalmajor befördert. Aufgrund seiner Haltung zu seinem Kommandierenden General Friedrich von Wrangel nahm er seinen Abschied und wurde am 8. März 1857 mit Pension zur Disposition gestellt. In Würdigung seiner langjährigen Verdienste erhielt Roedern am 8. Dezember 1857 den Roten Adlerorden II. Klasse mit Schwertern am Ringe.
Er starb wenig später am 18. Dezember 1857 unverheiratet in Berlin. Am 21. Dezember 1857 wurde sein Leiche nach Rietschütz überführt und dort beigesetzt.